# Râul Tărlung
Tărlung (în maghiară Tatrang, în germană Tartlau) este un râu din județul Brașov, care izvorăște din munții Grohotiș și se varsă în Râul Negru (Olt), în dreptul satului Băcel din județul Covasna.

## Generalități
Trece pe lângă comunele Tărlungeni și Budila și are ca afluenți mai importanți râurile Gârcin, Doftana, Zizin și Teliu.
Reprezintă o parte din hotarul de est al Țării Bârsei. În amonte de orașul Săcele, Barajul Săcele acumulează apa care este folosită la aprovizionarea Brașovului.

## Hărți
- Harta Județului Brașov
- Harta munților Grohotiș pe website-ul Carpați.org
- Imagini ale munților Grohotiș